# Menander clotho
Menander clotho är en fjärilsart som beskrevs av Hans Ferdinand Emil Julius Stichel 1911. Menander clotho ingår i släktet Menander och familjen Riodinidae. Inga underarter finns listade i Catalogue of Life.